# 新鴛鴦蝴蝶夢
《新鴛鴦蝴蝶夢》是藝人黃安的個人音樂專輯，1993年1月20日由華星唱片發行。此專輯在臺灣銷售量高達94萬張。

## 同名單曲
此專輯的同名單曲〈新鴛鴦蝴蝶夢〉被選作1993年華視連續劇《包青天》的片尾曲。該劇以中國宋朝名臣包拯為主角，透過對其名下各種奇特刑案審理過程的細膩描繪，獲得廣泛迴響。《包青天》的成功連帶提高了歌曲〈新鴛鴦蝴蝶夢〉及其演唱者黃安的知名度，也使〈新鴛鴦蝴蝶夢〉成為黃安最為人知的經典演唱作品之一，並一度被多位知名人士傳唱，包括時任中華民國法務部長的馬英九，臺灣歌手費玉清、蕭敬騰、卓依婷、法拉利姐，以及香港藝人梅艷芳，馬來西亞歌手不僅儿时M-Girls成员阿妮有翻唱過該曲，有傳聞稱王雪晶童星出道前也用該曲作為試音。此外，香港歌手何家勁也曾以粵語翻唱該曲。根據「網路溫度計」在2016年所做的一項調查顯示，這首歌曲在「懷舊八點檔」主題曲排行榜中名列第五。

## 爭議
在2008年時，音樂人黃國倫指出〈新鴛鴦蝴蝶夢〉的旋律抄襲自日本音樂團體神思者的作品《阿拉伯樂土》（ハッピー・アラビア），該曲收錄於1988年推出的專輯《MASALA TEA WALTZ》中。黃國倫表示「兩者簡直一模一樣」。
在2015年底，由於黃安引起周子瑜國旗事件，使得黃安在台灣受到許多對中國大陸反感的人士批評，這也連帶影響到歌曲〈新鴛鴦蝴蝶夢〉。例如《自由時報》以〈新鴛鴦蝴蝶夢〉為題的社論，以及各種對歌曲的抵制：
- 2016年1月12日，臺北一家咖啡店在外帶紙杯上貼上寫著「最恐怖的夢不是惡夢，是新鴛鴦蝴蝶夢」的紙條以諷刺黃安[16]。
- 2016年1月13日，寶島聯播網發出公告，自該日起拒絕播出黃安演唱的〈新鴛鴦蝴蝶夢〉以及黃安演唱的其它歌曲[17]。
- 2016年1月16日，藝人蔡昌憲折斷《新鴛鴦蝴蝶夢》專輯光碟，並將印有歌詞的內頁撕得粉碎以表示對周子瑜的支持，將損毀的專輯照片放上網路，獲得網友一片好評[18]。
- 2016年1月19日，臺中一家KTV發出公告，因「無人點播」、「危害系統穩定性」，將黃安的〈新鴛鴦蝴蝶夢〉及其他歌曲從歌庫永久刪除[19]。
- 2016年3月10日，長年旅居中國大陸的黃安返台接受手術，此一行為引發網友改編〈新鴛鴦蝴蝶夢〉歌詞並翻唱來表達對黃安的不滿[20]。

2019年8月，吴宗宪在录综艺节目《MUCH金点秀》提到与他恩怨难解的黄安，“我跟他（黄安）其實一點仇都沒有，他拼命骂我，他骂我，他才能踩在我的肩膀上红嘛！我已經好多年都不講他，因為他已經销声匿迹了嘛！”更在节目现场面不改色地演唱此曲之后，侃侃说道：“我跟他同一时间出道，《新鸳鸯蝴蝶梦》如果不是搭电视剧《包青天》，这首歌不会红，它是非常简单的五声音阶组成，而且它主要旋律来自于琉球当地民谣，90%旋律一样，基本上是抄的！”吴宗宪更呛黄安：“里面有哪一句歌词是你写的？‘抽刀断水水长流、举杯浇愁愁更愁’，这都古诗词啊！你有沒有付版权给李白、杜甫？”

## 專輯曲目
| 順序' | 歌名                 | 作詞   | 作曲   | 編曲   |
| 01    | 新鴛鴦蝴蝶夢         | 黃安   | 黃安   | 詹宏達 |
| 02    | 愛與喜歡之間         | 黃安   | 黃安   | 王豫民 |
| 03    | 愛別離               | 黃安   | 黃安   | 尤景仰 |
| 04    | 野火在輕輕的燒       | 黃安   | 詹宏達 | 尤景仰 |
| 05    | 古老的眼淚           | 黃安   | 黃安   | 詹宏達 |
| 06    | 陪你到天涯           | 陳樂融 | 黃安   | 尤景仰 |
| 07    | 你好壞               | 黃安   | 黃安   | 尤景仰 |
| 08    | 關於那些難以開口的事 | 黃安   | 黃安   | 尤景仰 |
| 09    | 床的前面月亮的光     | 黃安   | 黃安   | 尤景仰 |
| 10    | 點一首歌給你聽       | 黃安   | 黃安   | 詹宏達 |

精華選集版本
《新鴛鴦蝴蝶夢 精華選集》，1995年1月由華星唱片在星馬地區發行。
| 順序' | 歌名                              | 作詞   | 作曲   | 編曲   |
| 01    | 新鴛鴦蝴蝶夢                      | 黃安   | 黃安   | 詹宏達 |
| 02    | 美人風箏                          | 黃安   | 黃安   | 王豫民 |
| 03    | 古老的眼淚                        | 黃安   | 黃安   | 尤景仰 |
| 04    | 点一首歌给你听                    | 黃安   | 詹宏達 | 尤景仰 |
| 05    | 呒来呒去呒代誌                    | 黃安   | 黃安   | 詹宏達 |
| 06    | 明明知道相思苦                    | 陳樂融 | 黃安   | 尤景仰 |
| 07    | 明天会吹什么风                    | 黃安   | 黃安   | 尤景仰 |
| 08    | 爱别离                            | 黃安   | 黃安   | 尤景仰 |
| 09    | 爱与喜欢之间                      | 黃安   | 黃安   | 尤景仰 |
| 10    | 福星高照                          | 黃安   | 黃安   | 詹宏達 |
| 11    | 爱于错误年代(新鴛鴦蝴蝶夢 粵語版) | 黃安   | 黃安   | 詹宏達 |
| 12    | 新鸳鸯蝴蝶梦 (音乐)               | 黃安   | 黃安   | 詹宏達 |

## 外部連結
- 黃安 - 新鴛鴦蝴蝶夢 / A New Dream of an Affectionate Couple of Butterflies (by Michael Huang) （页面存档备份，存于），Youtube上的影片，由原唱者黃安演唱。
- 爱于错误年代 【粤语版】(新鴛鴦蝴蝶夢) - 黄安 (Cantonese)，Youtube上的影片，由原唱者黃安演唱。(粵語版)